# Latrodectus hesperus
Espèce
Synonymes
- Latrodectus mactans hesperus Chamberlin & Ivie, 1935
- Latrodectus mactans texanus Chamberlin & Ivie, 1935

Latrodectus hesperus est une espèce d'araignées aranéomorphes de la famille des Theridiidae. Elle est appelée Veuve noire de l'Ouest.

## Distribution
Cette espèce se rencontre en Amérique du Nord. Elle a été introduite en Israël et en Corée du Sud,.

## Description

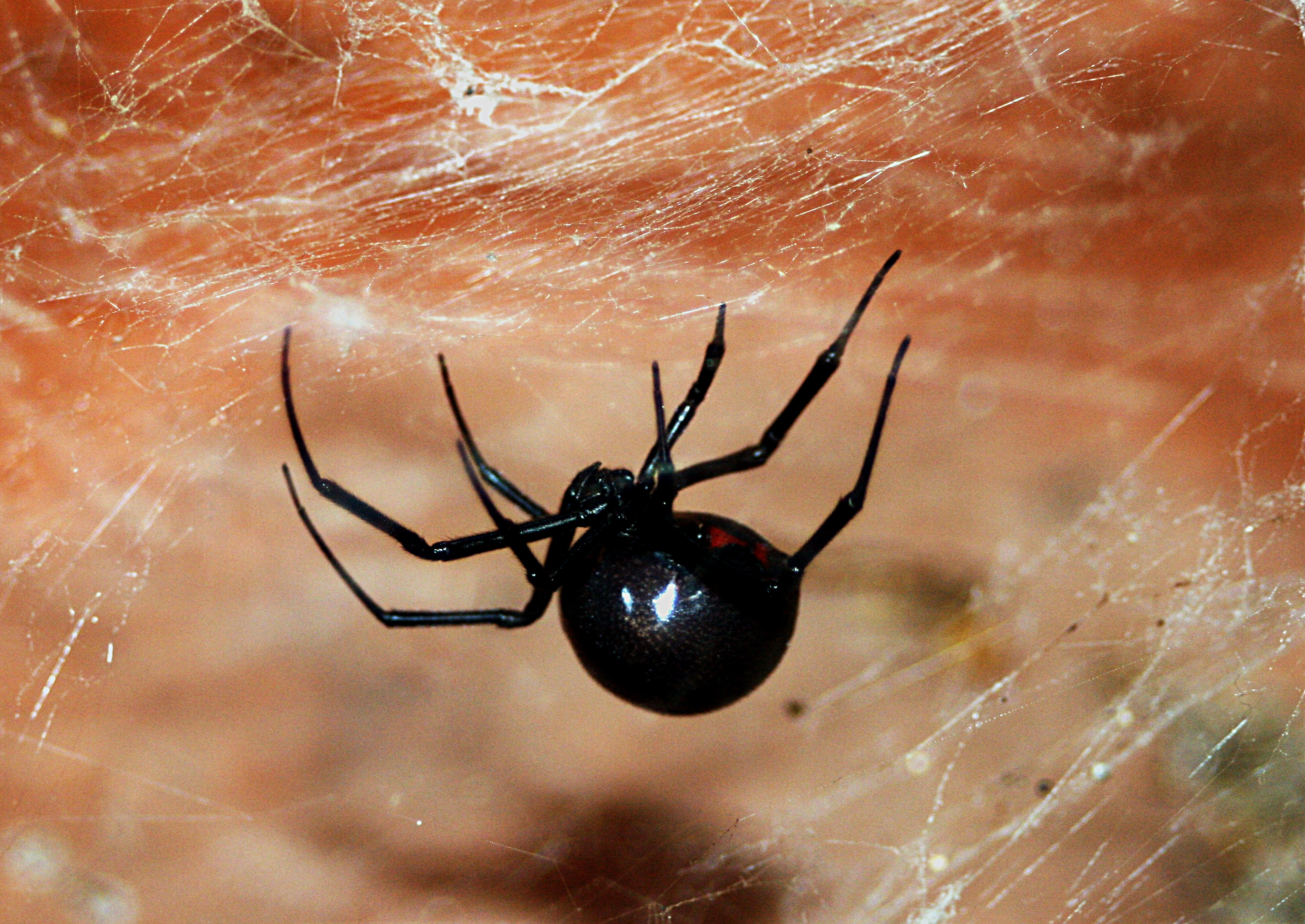
Latrodectus hesperus

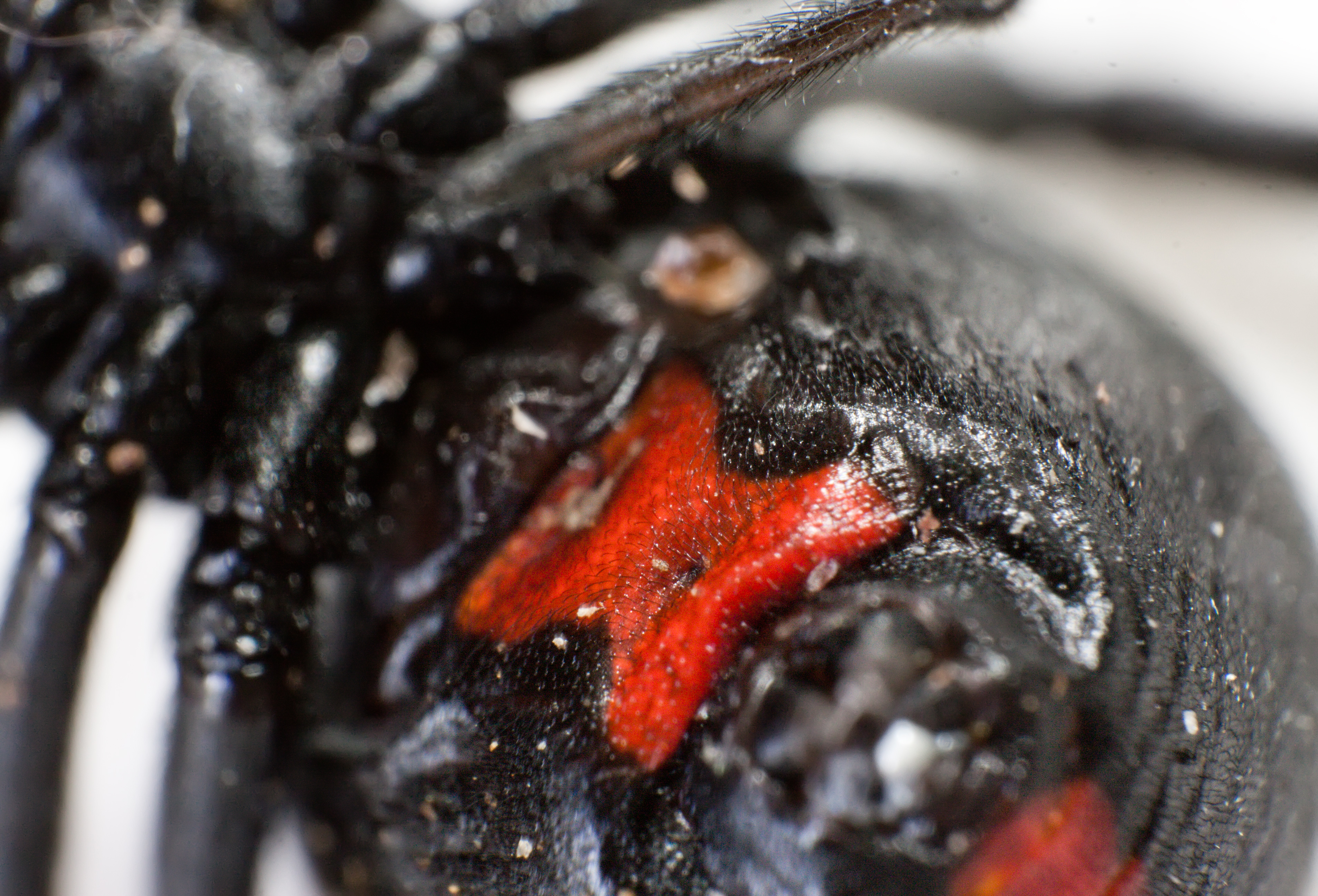
Latrodectus hesperus

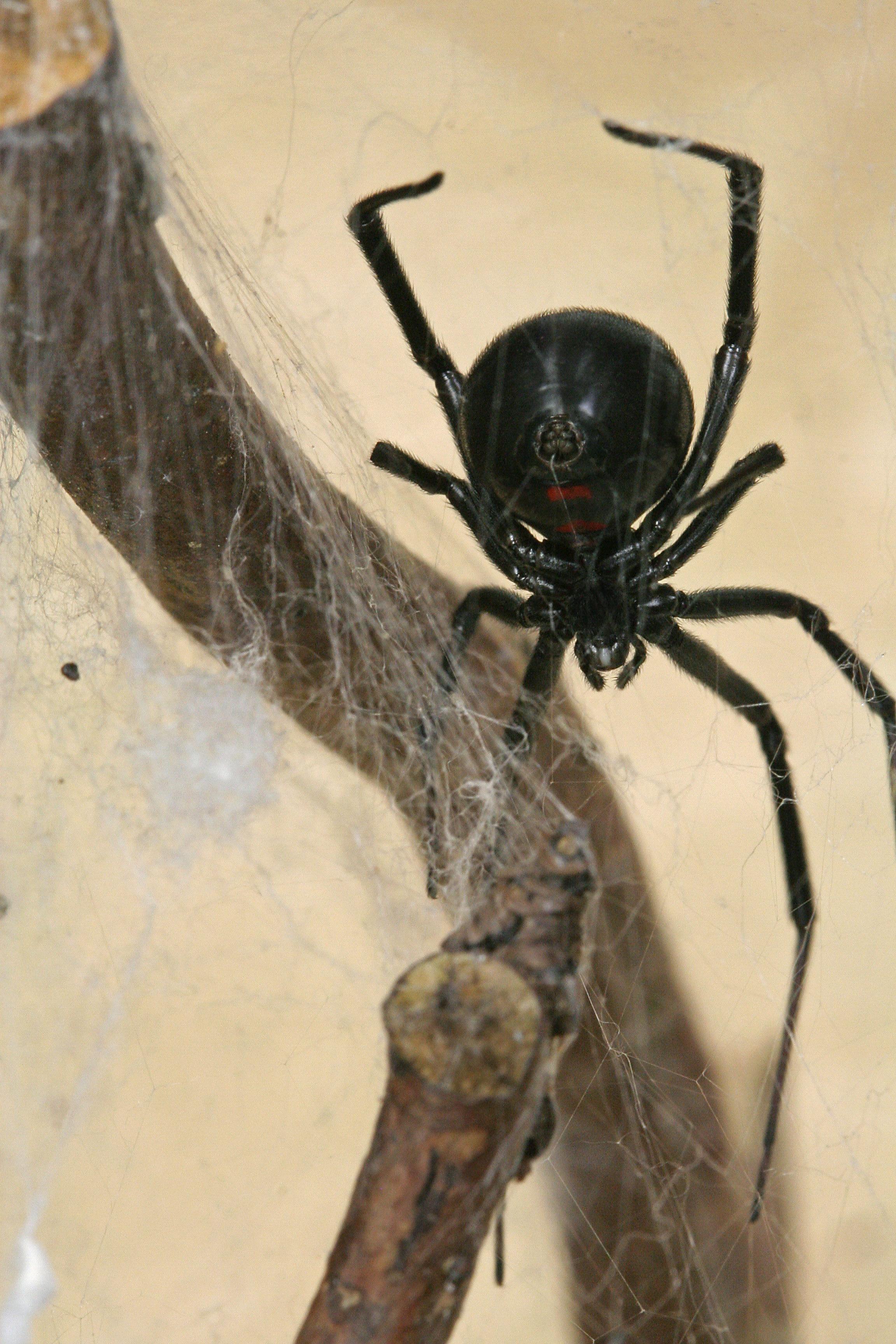
Latrodectus hesperus

La femelle holotype mesure 10,7 mm et le mâle paratype 4,0 mm.

## Publication originale
- Chamberlin & Ivie, 1935 : The black widow spider and its varieties in the United States. Bulletin of the University of Utah, vol. vol. 25, no 8, p. 1-29 (texte intégral).